# Sergei Artemjewitsch Balassanjan
Sergei Artemjewitsch Balassanjan (russisch Сергей Артемьевич Баласанян; * 13. Augustjul. / 26. August 1902greg. in Aşgabat; † 3. Juni 1982 in Moskau) war ein sowjetischer Komponist armenischer Abstammung.
Balassanjan arbeitete nach einem Studium in Tiflis, Leningrad und bei Dmitri Kabalewski in Moskau für den Rundfunk. Er war an der Gründung des tadschikischen Opern- und Balletttheaters in Duschanbe beteiligt, das 1937 eröffnet wurde. Mit Der Wose-Aufstand (Schurischi Wose), aufgeführt 1939, komponierte Balassanjan die erste tadschikische Nationaloper aus Formen der armenischen und tadschikischen Musik. Seit 1948 war er Kompositionslehrer am Moskauer Konservatorium.
Balassanjan verarbeitete in seinen Werken ferner Material aus der afghanischen, indischen und indonesischen Volksmusik. Neben vier Opern und zwei Balletten, Klavierwerken, Chören, Liedern, Bühnen- und Filmmusiken komponierte er zahlreiche programmatische Orchesterwerke.

## Werke

### Bühnenwerke
- Восстание Восе – Der Wose-Aufstand (1939), Oper
- Лейли и Меджнун (1947/1956/1964), Ballett

### Orchesterwerke
- Tadschikische Suite (1943)
- Armenische Rhapsodie (1944)
- Pamir (1944)
- Sieben armenische Lieder (1955)
- Afghanische Suite (1956)
- Die Inseln Indonesiens (1960)
- Rhapsodie nach Themen von Rabindranath Tagore (1961)